# Cyrtarachne cingulata
Cyrtarachne cingulata là một loài nhện trong họ Araneidae.
Loài này thuộc chi Cyrtarachne. Cyrtarachne cingulata được Tord Tamerlan Teodor Thorell miêu tả năm 1895.